# Casuarius lydekkeri
Casuarius lydekkeri es una especie de ave estrutioniforme de la familia Casuariidae actualmente extinta que habitó en Nueva Gales del Sur, Australia, durante el Pleistoceno. Es el más pequeño de los casuarios.